# Galería de Arte Nacional de Caracas

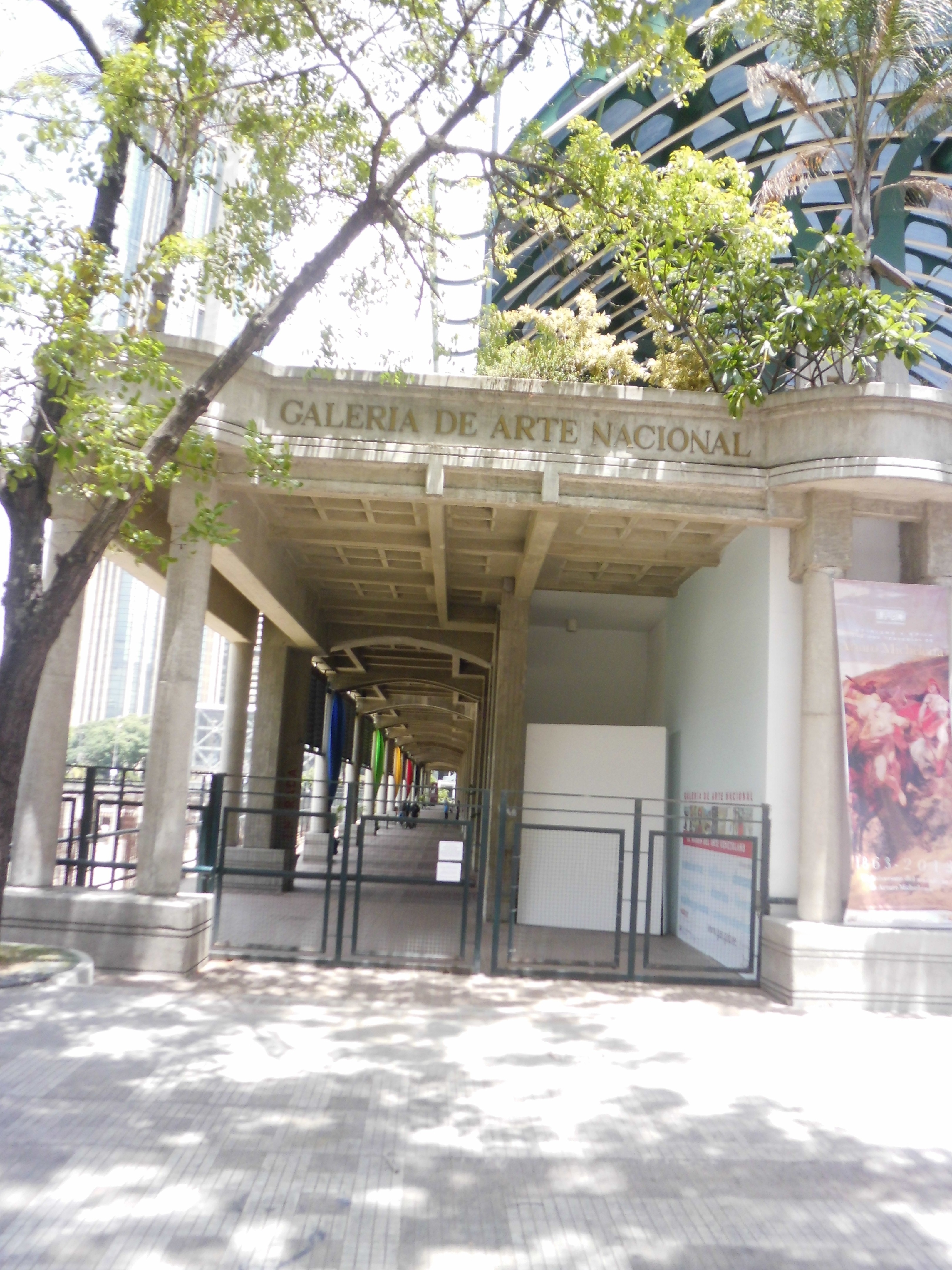
Galería de Arte Nacional

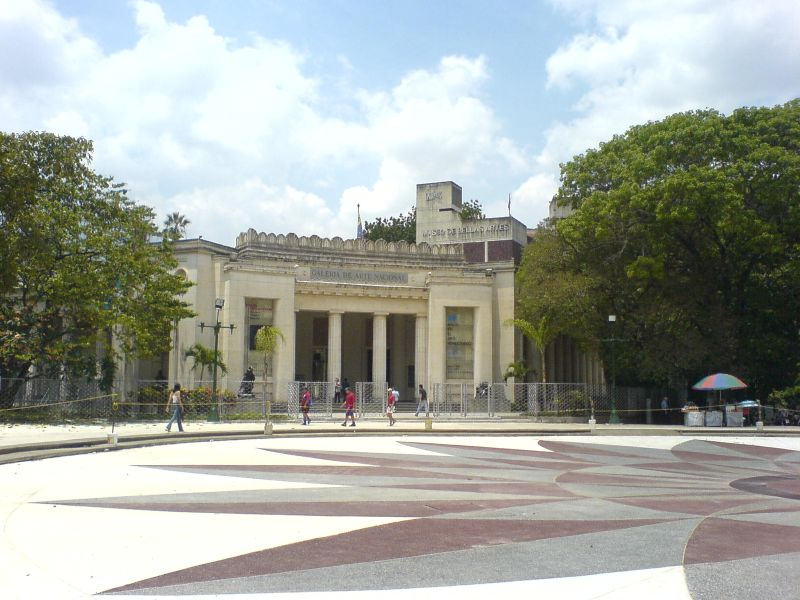
Galería de Arte Nacional oude gebouw

De Galería de Arte Nacional de Caracas (GAN) is een museum voor Venezolaanse kunst in het Parque Los Caobos van de hoofdstad Caracas. 

## Geschiedenis
Het museum, dat van 1938 tot 1973 de huisvesting was van het Museo de Bellas Artes de Caracas, werd in 1976 voor het publiek geopend. Het gebouw is een ontwerp van de Venezolaanse architect Carlos Raúl Villanueva. De collectie van het museum telt 6000 objecten en wordt in elf zalen tentoongesteld. De collectie omvat kunstwerken uit de precolumbiaanse periode, schilderijen uit de koloniale periode en moderne en hedendaagse Venezolaanse schilder- en beeldhouwkunst.
Thans maakt het museum deel uit van de Fundación Museos Nacionales (FMN), waartoe onder andere behoren: het Museo de Bellas Artes de Caracas, het Museo de Ciencias de Caracas en het Museo de Arte Contemporáneo de Caracas.

## Nieuwbouwplannen
In 2005 werd met de bouw begonnen van de nieuwbouw van het GAN naar een ontwerp van de architect Carlos Gómez de Llarena. Het museumcomplex wordt gevestigd in het Parque Central, tussen de Avenue Bolívar en de Avenue de México. De eerste bouwfase werd voor exposities geopend in 2006. Het voltooide museum zal met 27.000 m² het grootste museum van Venezuela zijn.